# حمله نیترو
حمله نیترو (به انگلیسی: Nitro Rush) یک فیلم اکشن و دلهره‌آور کانادایی به کارگردانی آلن دزروچرز که در سال ۲۰۱۶ منتشر شد. این فیلم دنباله‌ای بر فیلم «نیترو» محصول سال ۲۰۰۷ محسوب می‌شود، در این فیلم گیوم لمی-تیویرژ دوباره نقش مکس بازی می‌کند که اکنون به دلیل قتل یک افسر پلیس در زندان می‌باشد. یک روز یک زن مرموز (میشلین لانکتوت) برای از بین بردن یک باند تبهکار که پسرش تئو (آنتوان دزروچرز) درگیر آن شده‌است، برای کمک گرفتن از او ظاهر می‌شود و باعث می‌شود او از زندان فرار کند و به رهبر باند دافنه (مادلین) بپیوندد، برای سرقت فرمول یک داروی جدید.
این فیلم در ۳۱ اوت ۲۰۱۶ در سینماها اکران شد.